# Досифей (деятель старообрядчества)
Игумен Досифей (начало XVII века — между 1688 и 1691) — игумен Николо-Беседного монастыря близ Тихвина, один из первых отцов старообрядчества, учитель беспоповцев, учил в Курженской обители, близ Повенца, затем на Дону; в 1688 году бежал за Астрахань, на реку Куму, где и умер.

## Биография
Настоящее имя, время и место рождения Досифея неизвестно.
Монашеский постриг и сан священника предположительно принял в Николо-Беседном монастыре, где был избран игуменом.
Около 1654 года после начала церковных реформ уходит на Дон вместе с Корнилием Выговским, откуда возвращается в свою обитель.
В конце 1660-х игумен Досифей разъезжает между Поморьем, Москвой и Доном.
В начале 1670 года приходит в Москву. «Старец Феодосей з братьею» по этому поводу отписал митрополиту новгородскому Питириму: «в Никольском де Беседном монастыре был в ыгуменах чёрной поп Досифей. И в нынешнем де во 178-м (1669) году, декабря в… де[нь], тот де игумен Досифей обманною статьёю от них из монастыря поехал к Москве на монастырских лошадях с монастырским работником без их братцково ведома, и склал в сундук монастырския казённыя ризы и приходные монастырские хлебныя и денежныя книги и свою келейную рухлядь». Перед отъездом он оставил свой сундук во Введенском Тихвинском девичьем монастыре, «у княжны у старицы Леваниды с сёстрами в монастырской казне».
В 1670 году совершил постриг в инокини боярыни Феодосии Морозовой: «он же постриже ю, и наречена бысть Феодора».
После этого игумен Досифей ушёл из Москвы на полтора года в Поморье, в Олонецкий уезд, Курженскую пустынь, где его посетил чёрный диакон Игнатий (организатор в 1687 году первой Палеостровской «гари»), вместе с чужой женой, которой внушил уйти от мужа и постричься в монахини. Однако «великий той авва Игнатью запретил» неволить несчастную женщину, которая была возвращена законному мужу и родила ему ребёнка; «за то-то Игнатей на отца пооскорбился».
После разгрома обители осенью 1671 года Досифей находился в Московском доме Морозовых, где причастил перед страданием за веру боярыню Морозову («блаженныя Феодоры»), а также Евдокию Урусову и Марию Данилову. По свидетельству жития, во время причастия игумен увидел чудесный свет, озаривший лица всех трёх женщин, что было им растолковано, как «сего лета имут сии страдати о Христе». Через полтора месяца, в ночь на 16 ноября 1671 года, Ф. П. Морозова и её родная сестра Е. П. Урусова были взяты под стражу. Чуть позднее была схвачена и М. Г. Данилова.
В последующие годы Досифей посещал Москву изредка, поселившись в Сунарецкой Троицкой пустыни Олонецкого уезда, где в 1675 года постриг в иноки любимого ученика протопопа Аввакума Семёна Ивановича Крашенинникова под именем Сергия. Вскоре Сергий стал упрекать Досифея, что тот отказывался поминать самосожженцев. В наказание за «прекословие» Досифей отлучил Сергия от трапезы на двое суток.
На юге Досифей подолгу жил в Жабынской Введенской пустыни, вблизи г. Белёва, где около 1676 года постриг в иноки крестьянина Ульяна Анкудинова, под именем Урвана.
В 1681 года, находясь в Москве, Досифей вместе с другими староверами собирался с челобитными по жребию просить царя «о исправлении веры», но в тот момент это ходатайство отложили.
Летом 1682 года Досифей, получив от новгородского старообрядца Ивана Коломенского письмо с просьбой дать «благословение на самосожжение», поручил Евфросину и Поликарпу Петрову написать опровержение по этому вопросу.
Не позднее 1684 года Сунарецкая Троицкая пустынь была подвергнута разгрому властями, но Досифей её уже покинул, уйдя на Волгу, в город Романов, «братия» которого была «отцу великому авве Досифею паче инех сынов духовных вернее и любезнее».
В 1685 году уходит на Дон, где к тому времени уже были основаны три старообрядческих пустыни. Досифей поселился в Чирской пустыни и вскоре её возглавил. Здесь имелась неосвящённая церковь Покрова Богородицы, после троекратного прошения о дозволении казаков Черкасска на освящение церкви Досифей получил утвердительный ответ, да и то после удостоверения в наличии при нём «благословенной грамоты».
21 марта 1686 года на антиминсе времён патриарха Иоасафа I состоялось торжественное освящение и служба. Зная о большой нужде у старообрядцев на Святые Дары для причастия, Досифей заготовил их как можно больше, чтобы и в «тысячи лет не оскудело».
Чтобы не оставлять старообрядцев без причастия Святых Таин, он ходил и на Керженец.
На Дону в то время развернулась ожесточённая полемика между двумя старообрядческими партиями, умеренной, которую возглавлял Досифей, и радикальной, под началом Козьмы Ларионова Косого. В 1687 году на Дону по мотивам данной полемики было создано «Слове о некоем мужи именем Тимофеи».
Летом 1688 году на Дону начались преследования старообрядцев. Будучи предупреждён о готовящемся аресте, Досифей с единомышленниками ушёл «за Астрахань, к Хвалынскому морю, и поселися тамо близ Кумы реки» на речке Аграхани вместе со священниками Пафнутием и Феодосием. Там он, «лета некая пожив, преставися ко Господу и прославлен бысть от Него нетлением телесе». Скончался он не позднее 1691 года.
Смерть Досифея произвела глубокую скорбь на его последователей: «Но о, колик плач и рыдание последующим себе остави Досифей! Паче неже Иовлева плача! В толиком удаленном странствии, сирых, бедных и непризорных толикий отец. Чадолюбивый, толикий пастырь изрядный на таковой пустыни их остави, еликаго уже надеятися не можаху. Плакаху над ним мужи, рыдаху боголюбивые жены и юноши слезяху, от очию слезные источники извождаху о бедствии своем»
В середине 1692 года «оставшиися дети его духовныя, не могуще ту жити о себе, поидоша оттуда на Кубань, взявши с собой тело Досифеево… Но яко неподобательно взяша оно, — подсыпавше бо под тело его много серебра, коего отец, жив сый, отвращашеся, того ради Божий суд лиши его от них. Идущим бо им путём оным, нападше на них татарове, обоз их разбиша, а при теле том обретше сребро, взяша, и тело оно на части разсекоша и по полю на снедение зверем и птицам разметаша, кои части последи донские казаки, собраше и к своим местам приложьше, погребоша».

## Взгляды
Деятельность Досифея пришлась на тот период, когда поповское и беспоповское направления в старообрядчестве еще не были чётко разделены. Таким образом, в мировоззрении игумена присутствовали черты, ставшие позже характерными для обоих течений. Он выступал за обязательное перекрещивание приходящих в старую веру, что было воспринято всем беспоповством. Однако, как и протопоп Аввакум, придерживался неуничтожимости истинного священства и таинства Евхаристии. При этом, несмотря на неизбежное вымирание священства дониконовского поставления, занимал твёрдую позицию неприятия беглых попов из официальной церкви. Лишь один раз он дал согласие на священнодействие в отношении Иоасафа, бывшего келейника Иова Льговского, рукоположённого по просьбе самого Иова от «никонианина», но по старым книгам. Досифей «метну жребий, что тем показано будет: и паде жребий на Иоасафа священнодействовать». Практику самосожжений игумен считал самоубийственной и отказывался поминать погибших в "гарях".

## Почитание
Еще при жизни Досифей почитался в широких массах и пользовался высоким авторитетом у деятелей раннего старообрядчества. «У отца Досифея благословения прошу, — писал в 1675 году из пустозерского заточения протопоп Аввакум, — и старец Епифаний также, по-премного челом бьём: отец святый, моли Бога о нас!» Ближайшие ученики называли Досифея «апостольским мужем», «великим аввою», «равноангельным отцом». На Освященном Соборе Русской Древлеправославной Церкви 2018 года Досифей Чирский был канонизирован в лике преподобных.

## В искусстве
Досифей является персонажем оперы "Хованщина" М.П. Мусоргского. Примечательно, что там он, будучи предводителем староверов, предстает в качестве инициатора самосожжения.